# Minturno
Minturno es un municipio italiano de 18.858 habitantes de la provincia de Latina, en el Lacio. Conserva restos de la antigua ciudad Minturnae.

## Situación
Se halla en la costa del mar Tirreno, al oeste de Italia, en la falda de los Montes Auruncos, en las hoces del río Garigliano o Garellano. La parte principal habitada se extiende desde la colina de la medieval Traetto (hoy Minturno) hasta la localidad costera de Scauri y de Marina. Está situada en la vía ferroviaria Roma-Formia-Nápoles y posee su propia estación, "Minturno-Scauri". La antigua ciudad de Minturnae estaba en la ribera derecha del río Garigliano.

## Topónimo
La denominación deriva quizá de Me-nath-ur (presa del fuego) o de Minotauro, figura de la mitología griega. 

## Historia

### Minturnae
Minturnae (41.242066,13.768132) surgió en la vía Apia, cerca del río Garigliano. Era un centro de los Ausones perteneciente a la Pentapoli Aurunca. Los romanos la sometieron en el 340 a. C. y fue refundada como colonia romana; a su ager pertenecía el área de los Montes Auruncos y el mar Tirreno y comprendía una zona residencial sobre la costa de la actual Scauri, antaño llamada Pirae, con villae maritimae y una zona agrícola y productiva, lejos del río y sobre colinas donde se encontraban diversas villae rusticae o factorías. Cerca de las hoces del Garigliano surgía el bosque sagrado de la diosa Marica.
En los pantanos de la antigua Minturnae encontró refugio, en el 88 a. C., el cónsul Cayo Mario, perseguido por los hombres de Sila. Los magistrados locales ordenaron su ejecución por mano de un esclavo cimbro. La ciudad fue probablemente destruida por los Longobardos entre el 580 y el 590.

### Traetto
Tras la destrucción de Minturnae, los habitantes se refugiaron en la colina vecina fundando el centro de "Traetto" o "Traietto". El topónimo deriva del trayecto que unía dos meandros del Garigliano. En el siglo VIII fue fundado el Patrimonium Traiectum, esto es, la ciudad se volvió centro de un latifundio gestionado por un diácono dependiente directamente del Papa. Bajo el poder pontificio, Traetto fue rodeado de murallas que fueron destruidas en 883 por los sarracenos, que se establecieron en la vega del Garigliano. Pasada al control de Gaeta, la ciudad fue destruida de nuevo por los húngaros. A fines del siglo X fue dada a la Abadía de Montecassino. En 1061 el abad Desiderio o papa Víctor III concedió a sus habitantes la chartae libertatis, (carta de franquicia). Tras ser conquistada por los Normandos en el siglo XIII, pasó al conde Águila de Gaeta y después a los gaetanos. Fue donada a Próspero Colonna, que había combatido en 1503 a favor de los franceses en la Batalla de Garellano (1503), con la cual comenzó el dominio español en Italia meridional. De 1690 a 1806, año en que fue abolido el sistema feudal, la ciudad fue dominio de los condes Carafa. Durante la ocupación napoleónica, el día de Pascua de 1799, fue asaltada y expugnada por tropas francopolacas, en el ámbito de las luchas provocadas por el guerrillero Fra Diávolo: murieron 349 traetenses. El 13 de julio de 1879 Traetto retomó su antiguo nombre de Minturno.

## Poblaciones aledañas
- El mayor centro habitado de la comuna es Scauri, localidad turística que cuenta en invierno con siete mil habitantes y que en verano llega a los setenta mil.

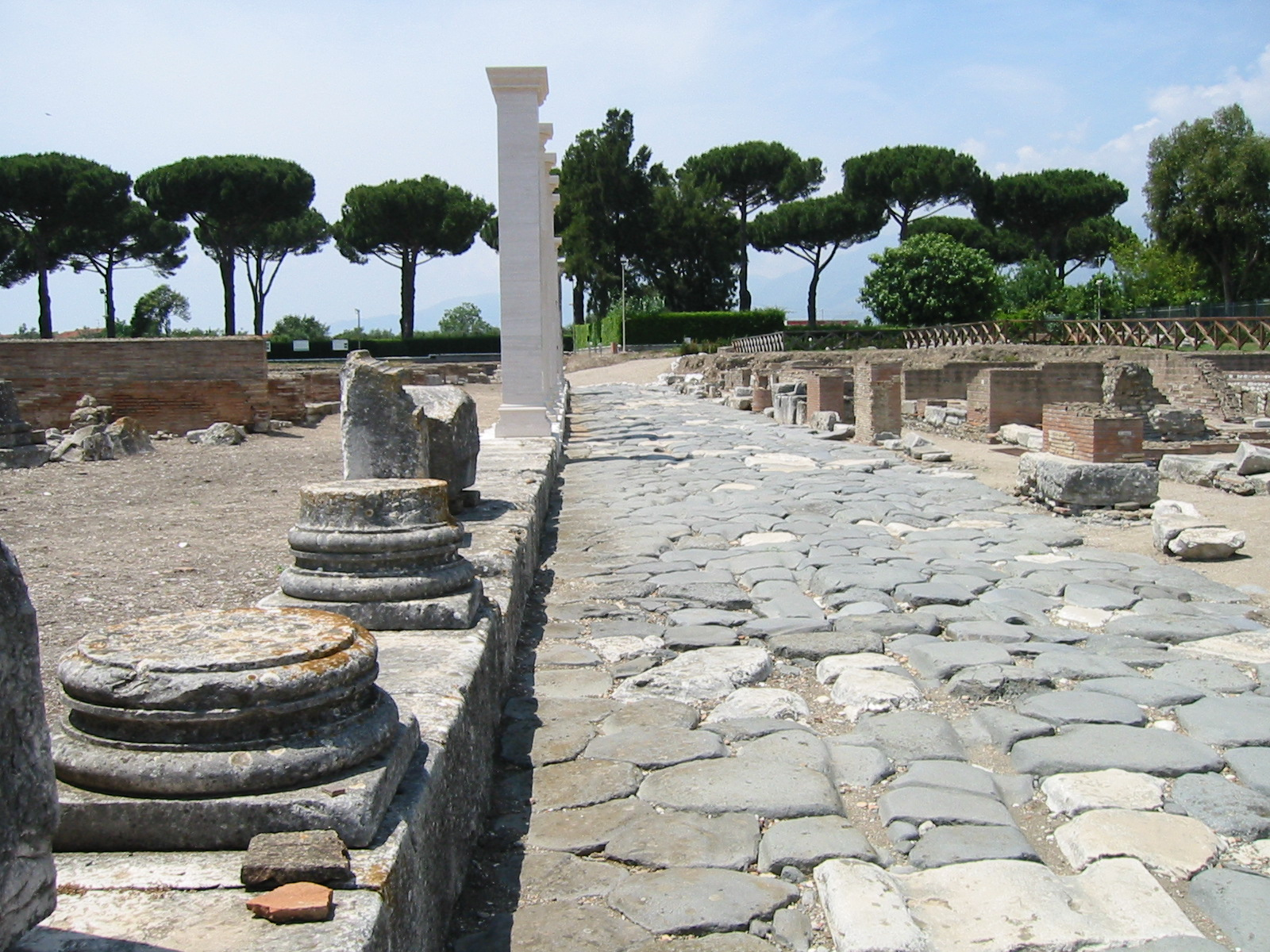
La vía Apia en el yacimiento arqueológico de Minturnae.

- Marina di Minturno es un balneario. En su territorio se encontraron los restos de Minturnae, cerca del río Garigliano. En el lugar del Monte d’Argento, ocupado desde fines de la época protohistórica, albergó en el periodo romano un templete dedicado a Silvano. En edad altomedieval y medieval, sobre la altura, se implantó un castrum (castillo), sede de uno de los condados en que fue dividido el ducado gaetano. El centro fortificado se articuló en torno a una basílica en que la tradición ubica la sepultura de Santa Reparata, mártir oriental asociada a otro culto local, el de Santa Albina. La parroquia de la localidad balnearia está dedicada a San Biagio. Muy sentida es la procesión de la Virgen del Carmen y la fiesta de la Pacchiana.

- Tufo, con la iglesia parroquial de San Leonardo Abad (siglo XVI); su fiesta se celebra el último domingo de agosto.

- Tremensuoli domina sobre una colina el litoral de Scauri. Su nombre deriva de las tres colinas entre las cuales se sitúa: Monte Rotondo, Monte Belvedere y la colina de la que surge Tremensuoli, sobre cuya cima se encuentra Capo Trivio. Se la menciona por vez primera en el siglo X. Posee la iglesia parroquial de San Nicandro Mártir del siglo XVI. Otra está dedicada al Sagrado Corazón de Jesús.

- Santa Maria Infante.

- Pulcherini.

## Demografía
| Gráfica de evolución demográfica de Minturno entre 1861 y 2001 |
|                                                                |
| Fuente ISTAT - elaboración gráfica de Wikipedia                |

## Personalidades nacidas en Minturno
- Plotino, filósofo de la Antigüedad.
- Gaetano Tamborrino Orsini, general de carabineros.
- Pietro Fedele, historiador y senador.
- Angelo De Santis, historiador y bibliotecario.
- Antonio Sebastiani o Antonio Minturno, obispo y poeta.

## Dialecto
El dialecto minturnés está muy influido por el de la Campania, sobre todo a nivel prosódico.